# Museo archeologico di Cracovia
Il museo archeologico di Cracovia (in polacco: Muzeum Archeologiczne w Krakowie) è un museo archeologico di Cracovia fondato nel 1850; è il più antico del genere in Polonia.

## Storia
L'atto di fondazione fu firmato il 18 febbraio 1850 dal comitato che comprendeva personalità importanti come il Direttore della Biblioteca Jagellonica, Józef Muczkowski (Presidente del Comitato), Karol Kremer (membro del Sejm della Libera Città di Cracovia: Rzeczypospolita Krakowska), Wincenty Pol (professor UJ, poeta ed esploratore), così come Teofil Żebrawski (architetto, ispettore della città). Una serie di documenti, tra cui la dichiarazione di missione del museo, sono stati scritti per l'amministrazione, specificando la priorità del museo di ottenere reperti archeologici da donatori privati. La prima mostra del museo aprì nel 1857 presso il Palazzo Lubomirski a 17 św. Jana Street. La collezione ha origine in gran parte da donazioni private di numerose famiglie nobili polacche, tra cui l'ormai famosa statua di Swiatowid, il simbolo del museo.